# Maius
Maius (mai) était le troisième mois du calendrier romain. Ce mois était dédié à Maïa, déesse de la croissance. Il devient graduellement, selon les pays, le 5e mois de l’année lorsque, en 532, l’Église de Rome décida que l’année commence le 1er janvier, voir Denys le Petit.

## Calendrier
| Mai | Maius                                             |
| --- | ------------------------------------------------- |
| 1   | Kalendis Maiis                                    |
| 2   | ante diem VI (sextum) Nonas Maias                 |
| 3   | ante diem V (quintum) Nonas Maias                 |
| 4   | ante diem IV (quartum) Nonas Maias                |
| 5   | ante diem III (tertium) Nonas Maias               |
| 6   | pridie Nonas Maias                                |
| 7   | Nonis Maiis                                       |
| 8   | ante diem VIII (octavum) Idus Maias               |
| 9   | ante diem VII (septimum) Idus Maias               |
| 10  | ante diem VI (sextum) Idus Maias                  |
| 11  | ante diem V (quintum) Idus Maias                  |
| 12  | ante diem IV (quartum) Idus Maias                 |
| 13  | ante diem III (tertium) Idus Maias                |
| 14  | pridie Idus Maias                                 |
| 15  | Idibus Maiis                                      |
| 16  | ante diem XVII (septimum decimum) Kalendas Iunias |
| 17  | ante diem XVI (sextum decimum) Kalendas Iunias    |
| 18  | ante diem XV (quintum decimum) Kalendas Iunias    |
| 19  | ante diem XIV (quartum decimum) Kalendas Iunias   |
| 20  | ante diem XIII (tertium decimum) Kalendas Iunias  |
| 21  | ante diem XII (duodecimum) Kalendas Iunias        |
| 22  | ante diem XI (undecimum) Kalendas Iunias          |
| 23  | ante diem X (decimum) Kalendas Iunias             |
| 24  | ante diem IX (nonum) Kalendas Iunias              |
| 25  | ante diem VIII (octavum) Kalendas Iunias          |
| 26  | ante diem VII (septimum) Kalendas Iunias          |
| 27  | ante diem VI (sextum) Kalendas Iunias             |
| 28  | ante diem V (quintum) Kalendas Iunias             |
| 29  | ante diem IV (quartum) Kalendas Iunias            |
| 30  | ante diem III (tertium) Kalendas Iunias           |
| 31  | pridie Kalendas Iunias                            |

## Source
Histoire romaine à l'usage de la jeunesse. Revue et complétée par l'Abbé Courval. Librairie Poussielgue. 1887